# Tommy Byrne
Thomas „Tommy“ Byrne (* 6. Mai 1958 in Drogheda) ist ein ehemaliger irischer Automobilrennfahrer.

## Karriere
Tommy Byrne machte in jungen Jahren einen kometenhaften Aufstieg im Motorsport. Kaum der Formel Ford entwachsen – 1981 fuhr er in dieser Rennserie –, wurde er 1982 britischer Formel-3-Meister und schaffte im selben Jahr den Aufstieg in die Formel 1. 
Für das Theodore-Team von Teddy Yip ging er bei fünf Grand-Prix-Veranstaltungen in die Qualifikation. Beim Großen Preis von Österreich gab er sein Debüt im Theodore TY02-Cosworth. Byrne ging vom 26. und letzten Startplatz aus ins Rennen und musste nach einem Dreher aufgeben. Seinen zweiten Grand Prix bestritt er am Ende des Jahres beim Großen Preis von Las Vegas auf dem Caesars Palace Grand Prix Circuit, wo er erneut nach einem Fahrfehler, der in einen Ausritt mündete, aufgeben musste.
So schnell Byrne in die Formel 1 kam, so schnell war er auch wieder weg. 1983 hatte er ein kurzes Gastspiel in der Formel 3, das für den ehrgeizigen Byrne ein Rückschritt war. Mangels Sponsorengeldern war an einen Wiedereinstieg in die Formel 1 nicht zu denken. Byrne ging daher in die USA 
Von 1986 bis 1992 fuhr er jede Saison in der Indy-Lights-Serie. Bei 55 Starts konnte er 10 Siege verbuchen. Er steht damit jeweils als Zweiter in den Rekordlisten der Rennserie. 1988 (hinter Jon Beekhuis) und 1989 (hinter Mike Groff) wurde er Zweiter der Gesamtwertung. Als Byrne 1992 seine Karriere beendete, hatte er erstaunlicherweise kein einziges Champ-Car-Rennen bestritten.
Byrne lebt heute in Florida und arbeitet als Fahrlehrer und Instrukteur bei Honda und Acura. 2008 erschien sein Buch Crashed and Byrned: The Greatest Racing Driver You Never Saw.

## Statistik

### Sebring-Ergebnisse
| Jahr | Team          | Fahrzeug         | Teamkollege          | Platzierung | Ausfallgrund    |
| ---- | ------------- | ---------------- | -------------------- | ----------- | --------------- |
| 1986 | Spirit Racing | Chevrolet Camaro | Wally Dallenbach jr. | Ausfall     | Zündungsschaden |